# اولاوی پااوولاینن
اولاوی پااوولاینن (انگلیسی: Olavi Paavolainen; ۱۷ سپتامبر ۱۹۰۳ – ۱۹ ژوئیهٔ ۱۹۶۴) نویسنده، شاعر، جستار اهل فنلاند بود. وی بین سال‌های ۱۹۱۹ تا ۱۹۶۴ میلادی فعالیت می‌کرد.
وی همچنین برندهٔ جوایزی همچون جایزه اینو لینو شده‌است.